# János Hadik
János Hadik, conte de Futak (n. 1863, Pálóc, azi în Slovacia - d. 1933, Budapesta) a fost un politician maghiar, timp de 3 zile prim-ministru al Ungariei, între 29 octombrie-1 noiembrie 1918, în contextul dezagregării Monarhiei Austro-Ungare la sfârșitul primului razboi mondial. János Hadik a fost membru în Camera Magnaților.